# Apprentis Parents
Pour plus de détails, voir Fiche technique et Distribution.
Apprentis Parents (Instant Family),  ou Une famille immédiate au Québec, est un film américain réalisé par Sean Anders, sorti en 2018.
Le film met en vedette Mark Wahlberg et Rose Byrne dans le rôle de deux parents adoptifs de trois jeunes enfants, incarnés par Isabela Moner, Gustavo Quiroz et Julianna Gamiz. Les autres rôles notables sont incarnés par Margo Martindale, Julie Hagerty, Tig Notaro et Octavia Spencer. Le scénario est écrit par Anders, avec la collaboration de John Morris, en se basant en partie sur ses propres expériences. Il a rapporté plus de 120 millions de dollars de recettes mondiales et a été qualifié de « comédie sincère et réconfortante » par la critique, qui a également salué les performances.

## Synopsis
Pete Wagner forme un couple heureux avec sa femme Ellie, travaillant ensemble dans la rénovation de maisons. Après être raillé par des membres de leur famille qui pensent qu'ils n'auront pas d'enfants, ils envisagent d'en adopter un, bien qu'ils ne prennent l'initiative qu'à moitié sérieusement. Le couple s'inscrit à un cours pour parents d'accueil, et font la rencontre de Lizzy, âgée de quinze ans. Elle les informe que personne ne veut adopter un adolescent, mais ils sont tellement impressionnés par son comportement qu'ils envisagent tout de même de l'adopter. Quand les assistantes sociales suivant leurs démarches les préviennent que Lizzy a un frère de dix ans, Juan, et une sœur de six ans, Lita, ils décident d'abandonner l'adoption. Mais quand leurs proches se montrent soulagés par ce choix, en précisant que personne ne croyait vraiment que Pete et Ellie pouvaient le faire, Ellie se met en colère et leur annonce que Pete et elle vont leur prouver qu'ils ont tort.
Les enfants s'installent donc chez les Wagner, et si Lizzy garde son comportement agressif, Lita et Juan commencent à se rapprocher du couple. Ceux-ci apprennent que Carla, la mère toxicomane des enfants, vient de sortir de prison et souhaite les voir. Ils expriment leurs craintes à un groupe de soutien auquel ils participent. Plus tard, le couple est horrifié quand ils découvrent Lizzy en train d'envoyer des selfies nus à un garçon de l'école. En tentant de confronter ce garçon, un quiproquo surgit, et ils découvrent que le destinataire des messages est en fait le concierge de l'école, âgé de 22 ans. La confrontation tourne mal, car Pete et Ellie sont arrêtés. L'audience au tribunal où le juge doit décider du sort des enfants entre leur mère Carla et leur famille adoptive penche ainsi en faveur de Carla, grâce au témoignage de Lizzie. Mais le jour du départ, les assistantes sociales viennent révéler que Carla n'est pas venue et semble avoir recommencé à se droguer. Le cœur brisé, Lizzy, qui a tout fait pour retourner auprès de sa mère, s'enfuit. Pete et Ellie la rattrapent, lui disent qu'ils l'aiment, et finalement tout le monde se réconcilie. Quatre mois plus tard, après une nouvelle audience au tribunal, le juge finalise l'adoption de Lizzy, Juan et Lita par Pete et Ellie.

## Fiche technique
Sauf indication contraire, les informations mentionnées dans cette section peuvent être confirmées par la base de données cinématographiques IMDb,  présente dans la section « Liens externes ».
- Titre original : Instant Family
- Titre français : Apprentis Parents
- Titre québécois : Une famille immédiate[2]
- Réalisation : Sean Anders
- Scénario : Sean Anders et John Morris
- Musique : Michael Andrews
- Direction artistique : Elliott Glick et Alex McCarroll
- Décors : Clayton Hartley
- Costumes : Lisa Lovaas
- Photographie : Brett Pawlak
- Montage : Brad Wilhite
- Production : Sean Anders, Marc D. Evans, Stephen Levinson, John Morris et Mark Wahlberg
  - Production déléguée : Helen Pollak
  - Production associée : Eric Kissack (en) et Daniel Silverberg (en)
- Société de production : Closest to the Hole Productions et Leverage Entertainment
- Société de distribution : Paramount Pictures (États-Unis et France)
- Budget : 40 millions $[3]
- Pays de production :  États-Unis
- Langue originale : anglais (avec quelques dialogues en espagnol)
- Format : couleur — 2,39:1 — son Dolby Digital
- Genre : comédie dramatique
- Durée : 118 minutes
- Dates de sortie :
  - États-Unis : 16 novembre 2018
  - France : 27 février 2019
- Classification : PG-13 lors de sa sortie aux États-Unis[4], tous publics lors de sa sortie en France[5]

## Distribution
- Mark Wahlberg (VF : Bruno Choël ; VQ : Patrice Dubois) : Pete Wagner
- Rose Byrne (VF : Pascale Chemin ; VQ : Mélanie Laberge) : Ellie Wagner
- Isabela Moner (VF : Orphée Silard ; VQ : Fanny-Maude Roy) : Lizzy Viara
- Gustavo Quiroz (VF : Isaac Lobé) : Juan Viara
- Julianna Gamiz (de) (VF : Ève Lorrain): Lita Viara
- Octavia Spencer (VF : Virginie Emane ; VQ : Isabelle Leyrolles) : Karen
- Tig Notaro (VF : Marie-Ève Dufresne) : Sharon
- Margo Martindale (VQ : Marie-Andrée Corneille) : Sandy Wagner
- Julie Hagerty : Jan
- Tom Segura (VF : Stéphan Imparato ; VQ : Alexis Lefebvre) : Russ
- Allyn Rachel (en) (VF : Alexandra Garijo ; VQ : Manon Leblanc) : Kim
- Michael O'Keefe : Jerry
- Joan Cusack : Mme Howard
- Iliza Shlesinger (VF : Flora Brunier) : October
- Charlie McDermott (VF : Clément Moreau ; VQ : Gabriel Lessard)  : Stewart
- Eve Harlow : Brenda Fernandez
- Rosemary Dominguez (VF : Ethel Houbiers) : Mme Fernandez
- Javier Ronceros (VF : Jean-Luc Atlan) : M. Fernandez
- Joselin Reyes (VF : Ethel Houbiers) : Carla Viara
- Valente Rodriguez (VF : Martial Le Minoux ; VQ : Jean-Jacques Lamothe) : le Juge Ribera
- Andrea Anders : Jessie
- Nicolas Logan (VF : Aurélien Raynal) : Jacob
- Carson Holmes (VF : Paul Bertin-Hugault) : Charlie
- Gary Weeks (VF : Loïc Guingand) : Dirk
- Britt Rentschler : Linda
- Rendall P. Havens : Michael
- Maureen Brennan :Mrs. Muskie
- Joy Jacobson : Dana, l'épouse de Dirk
- Danita Isler : Ronit
- Layla Felder : Savannah
- Kenneth Israel (VF : Nicolas Justamon) : David
- Connor Jones : Pete adolescent
- Kelly Tippens : Miss Peppers
- John McConnel : Mr. Muskie
- Allan Zowolle : le Principal du lycée de Lizzie

Galerie photo des acteurs
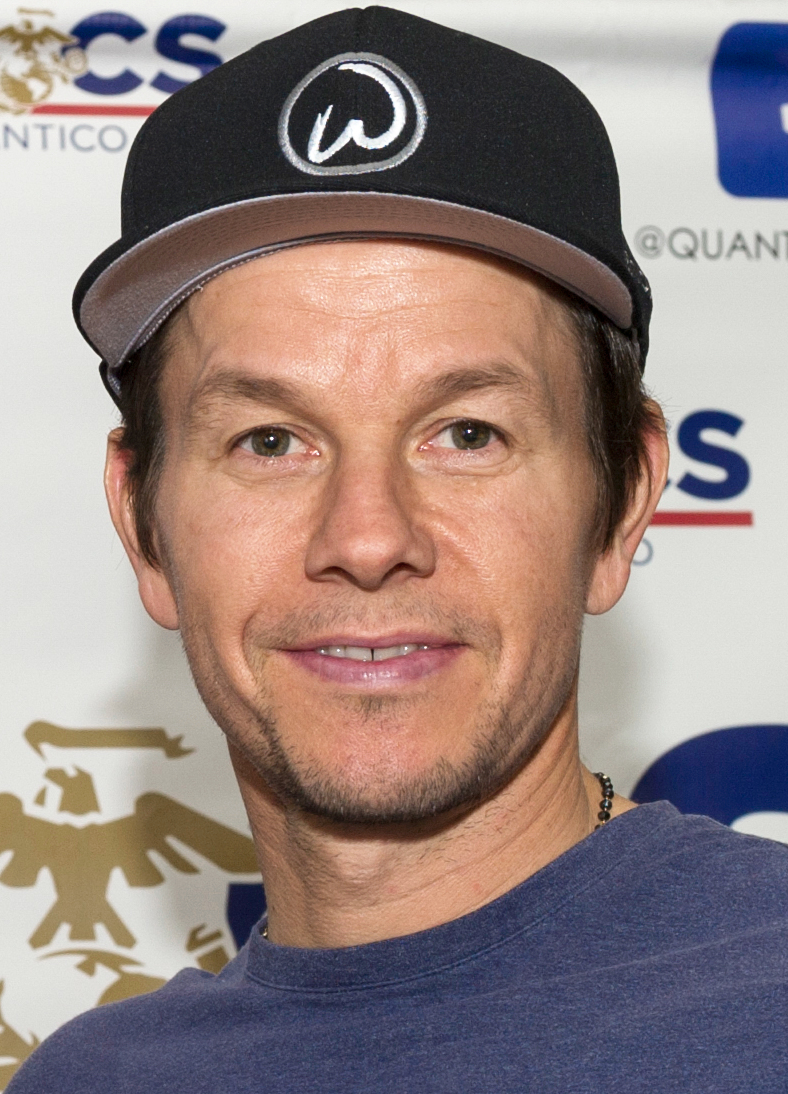
Mark Wahlberg
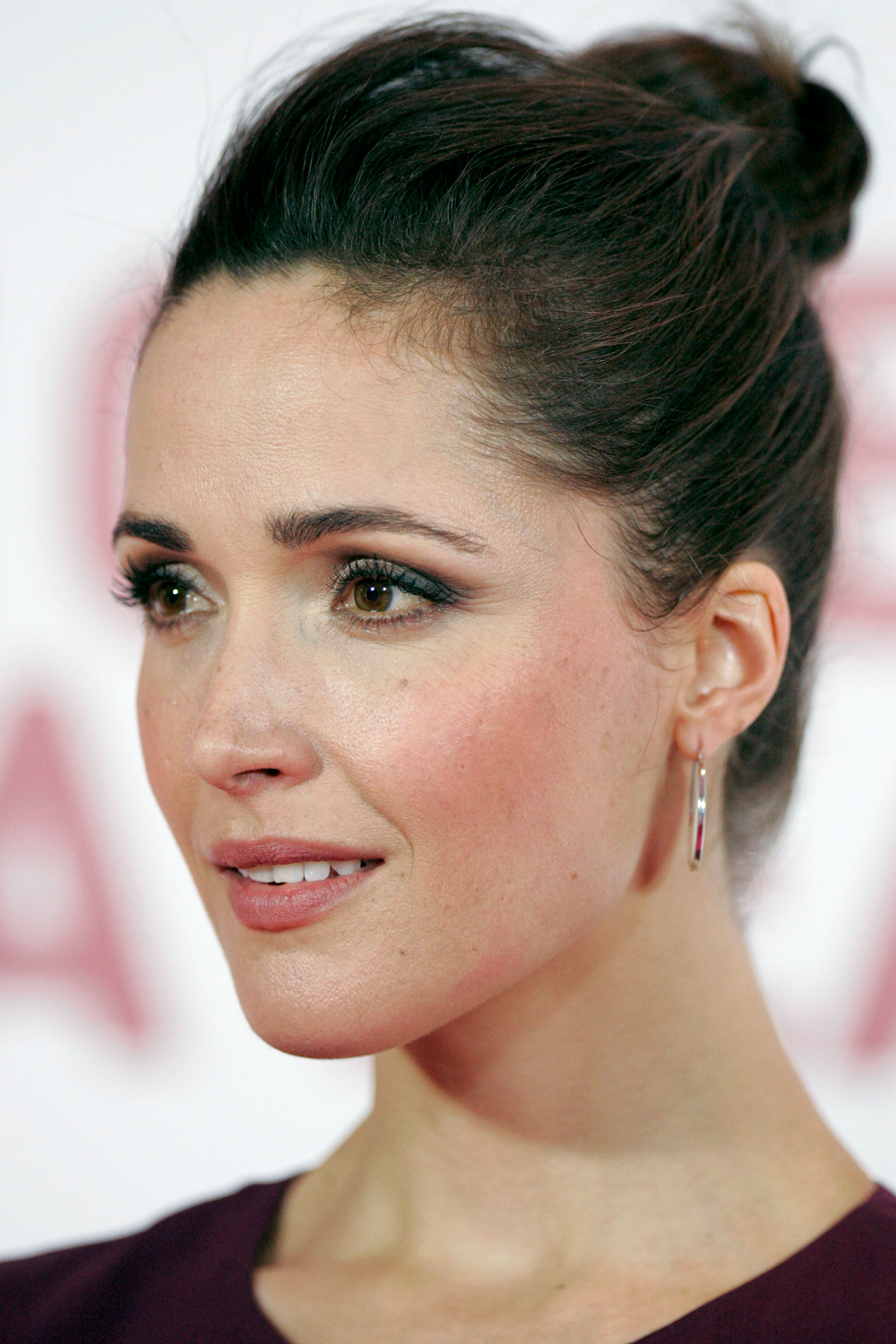
Rose Byrne
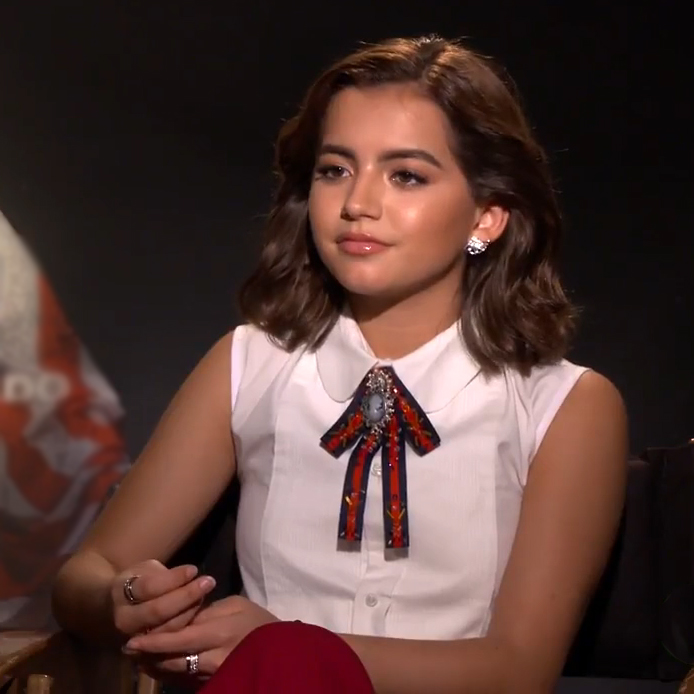
Isabela Moner
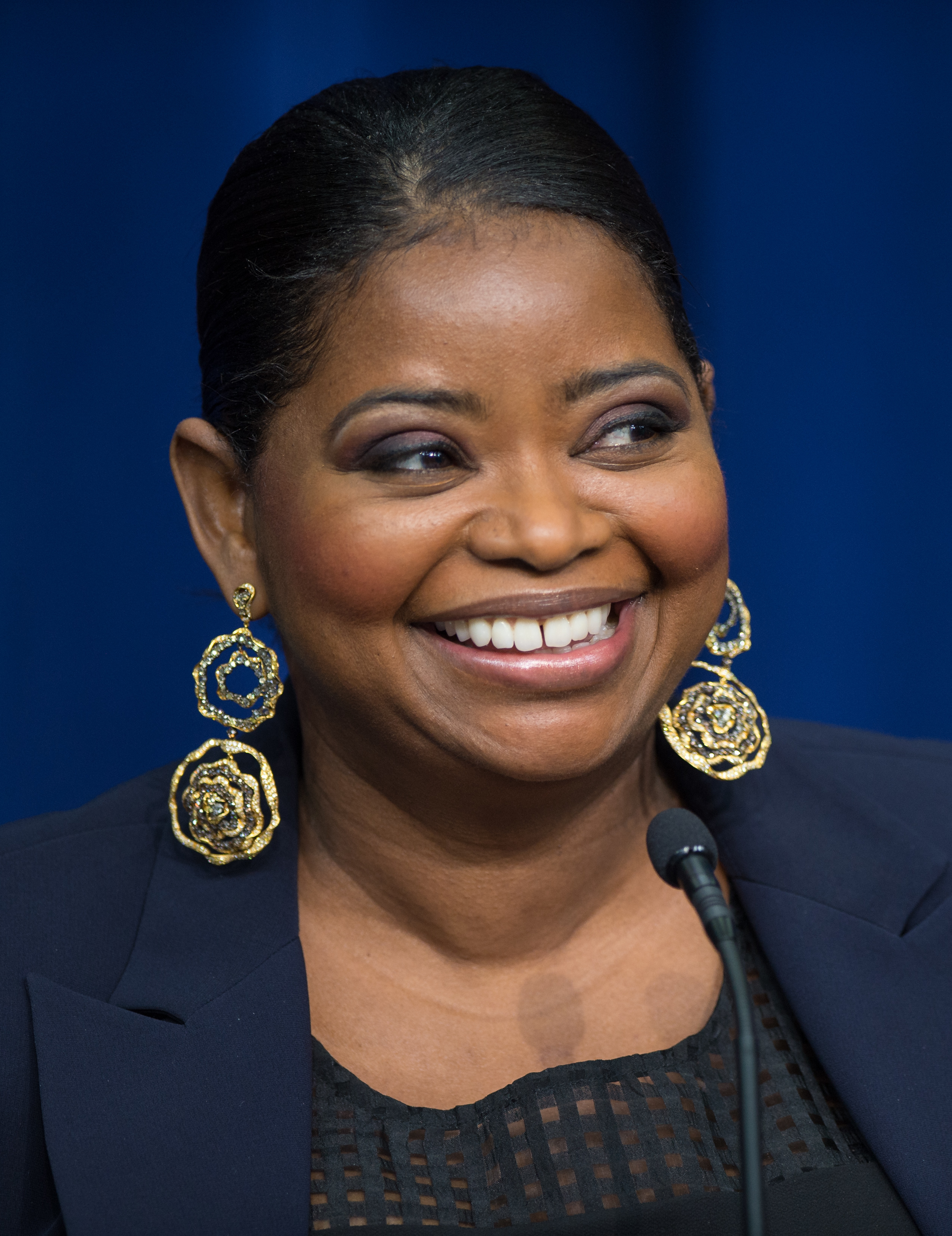
Octavia Spencer
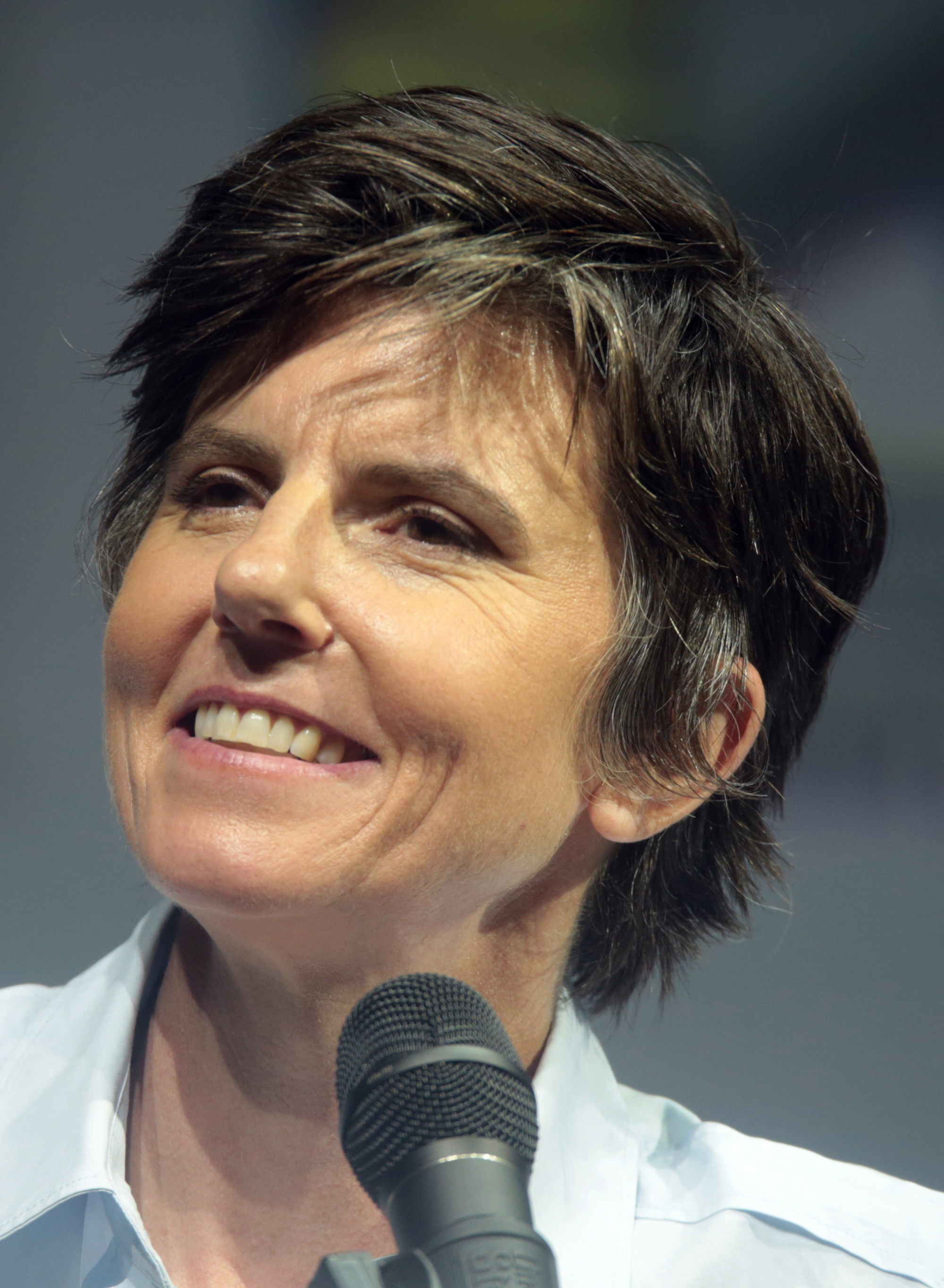
Tig Notaro
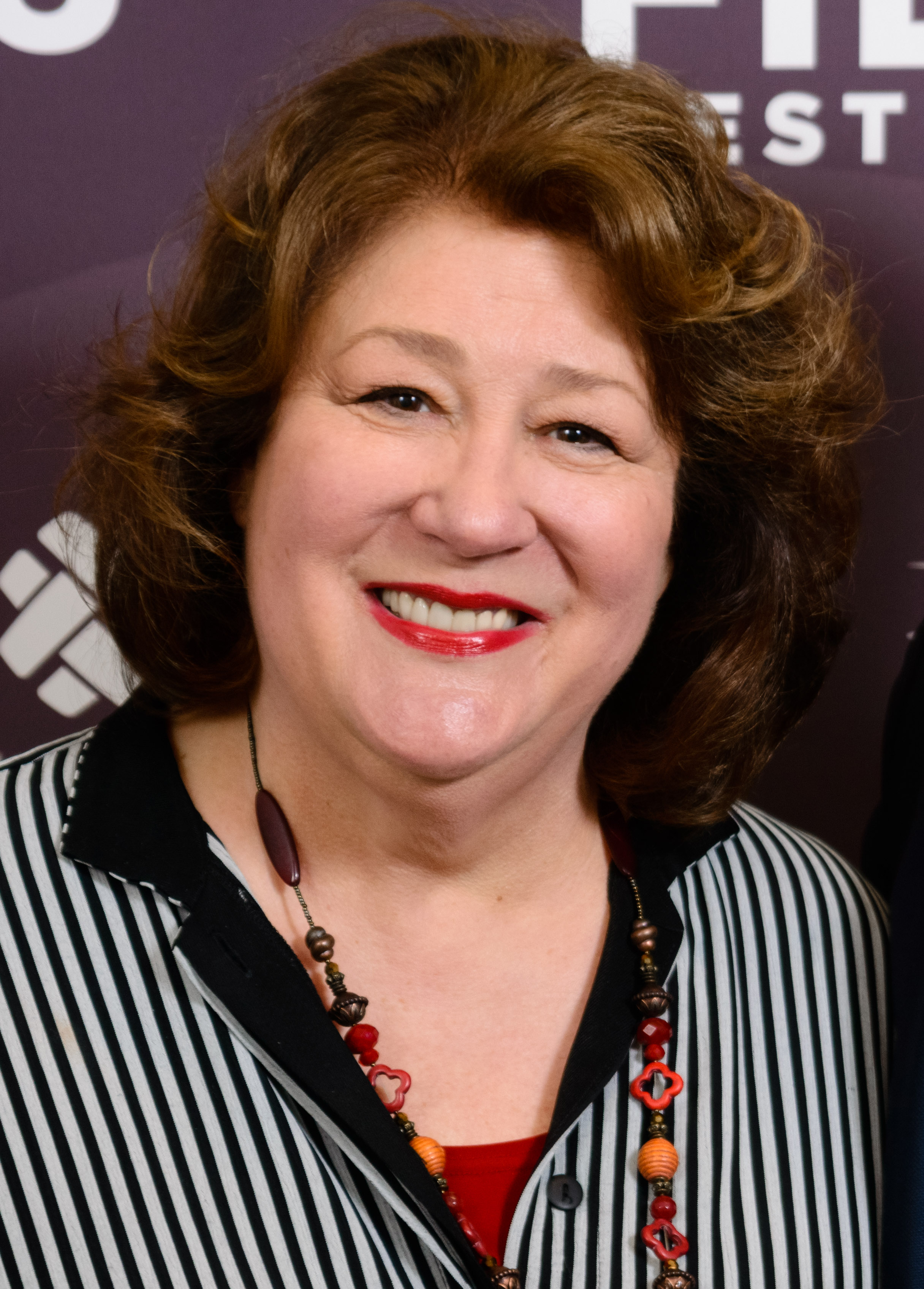
Margo Martindale
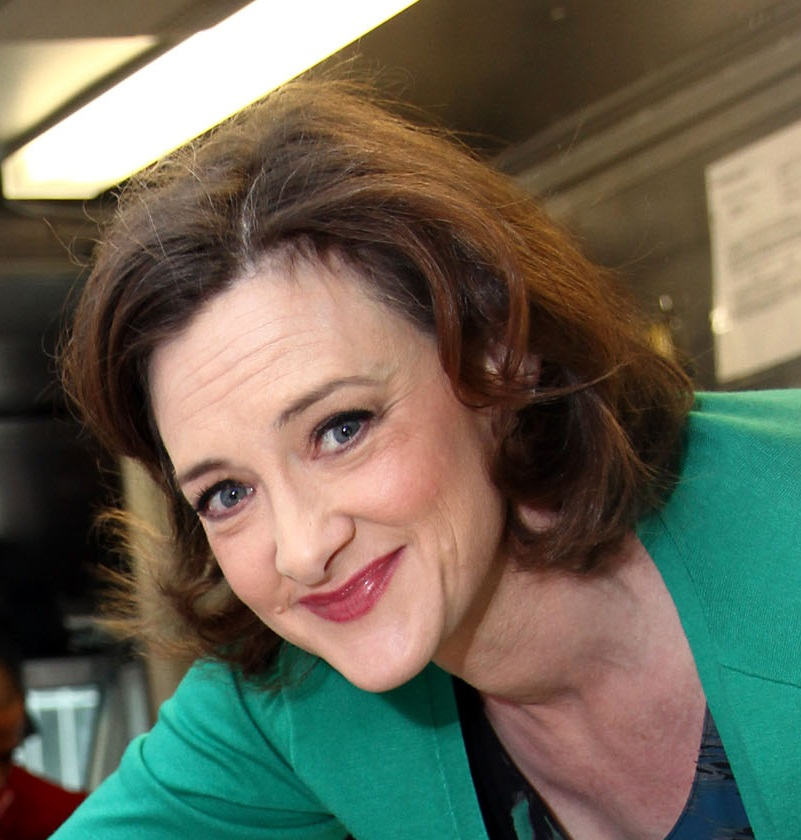
Joan Cusack

 Source et légende : version française (VF) sur RS Doublage; version québécoise (VQ) sur le DVD Zone 1.

## Production

### Choix des interprètes
Rose Byrne rejoint le casting du film le 17 novembre 2017. Isabela Moner jouera pour la deuxième fois aux côtés de Mark Wahlberg, après avoir déjà travaillé ensemble sur Transformers: The Last Knight. Octavia Spencer, Tig Notaro, Iliza Shlesinger, Gustavo Quiroz, Julianna Gamiz et Tom Segura ont été ajoutés à la distribution en février 2018 et le tournage a commencé le mois suivant, jusqu'au 14 mai,.

## Accueil

### Sortie
Initialement prévu pour sortir dans les salles américaines le 15 février 2019, Apprentis Parents a vu sa date avancée au 18 novembre 2018.

### Accueil critique
Dans les pays anglophones, le film est bien reçu par la critique professionnelle. Rotten Tomatoes lui attribue un taux d'approbation de 82 % pour 140 critiques collectées et une moyenne de 6,56/10, toutefois Metacritic lui attribue un score moyen de 57/100 pour 28 critiques collectées. En France, la réception critique est mitigée avec une moyenne de 2,9/5 pour 17 « titres de presse ».
Il est bien accueilli par les spectateurs avec 81 % sur Rotten Tomatoes pour 2 129 votes et une note de 7,4/10 sur Metacritic pour 47 critiques. Il obtient une note de 7,4/10 sur le site IMDb pour 24 715 votes. Sur le site AlloCiné, il obtient une moyenne de 3,8/5 pour 490 notes dont 37 critiques.
Sylvestre Picard de Première est agréablement surpris « Avec un tel pitch, on pouvait s’attendre au pire et, pourtant, Apprentis parents est une [...] superbe comédie dramatique ».

### Box-office
Le film sort aux États-Unis aux côtés du deuxième volet des Animaux Fantastiques et Les Veuves et devrait rapporter 15 à 20 millions de dollars représentant 3 258 salles de cinéma au cours de son week-end d'ouverture selon les prévisions. Pour son premier jour dans les salles obscures, le film engrange 4,8 millions de dollars, dont 550 000 dollars dans les aperçus de jeudi soir. Pour son premier week-end d'exploitation, le long-métrage récolte 14,5 millions de dollars et prend la quatrième place du box-office. Il s'agit d'un moins bon démarrage par rapport aux précédents films du duo Wahlberg / Anders (Very Bad Dads et sa suite, qui ont démarré respectivement à 38,8 millions et 29,6 millions de dollars à la même période). Deadline Hollywood note que le résultat au week-end d'ouverture par rapport à son coût de production de 48 millions de dollars « n'est pas spectaculaire mais il y a de l'espoir que le film puisse s'en sortir ... jusqu'à Thanksgiving ».
Pour son second week-end à l'affiche, le long-métrage se maintient malgré une baisse de 15,1% et est relégué en sixième position avec 35,6 millions de dollars. En deux semaines, il atteint les 38 millions de dollars. Le film termine son exploitation américaine avec 67,4 millions de dollars de recettes, ce qui est un succès commercial modeste au vu du coût de production (48 millions de dollars).
| Pays ou région | Box-office (2018-2019) | Date d'arrêt du box-office | Nombre de semaines |
| -------------- | ---------------------- | -------------------------- | ------------------ |
| États-Unis     | 67 363 237 $           | 31 janvier 2019            | 11                 |
| France         | 114 973 entrées        | 26 mars 2019               | 4                  |
| Allemagne      | 341 829 entrées        | 31 mars 2019               | 9                  |
| Espagne        | 147 611 entrées        | 24 mars 2019               | 9                  |
| Italie         | 29 720 entrées         | 31 mars 2019               | 2                  |
| Total mondial  | 120 556 201 $          |                            |                    |

## Distinctions
Sauf indication contraire, les informations mentionnées dans cette section peuvent être confirmées par la base de données cinématographiques IMDb,  présente dans la section « Liens externes ».

### Récompenses
- Imagen Awards 2019 : Meilleure actrice dans un long-métrage pour Isabela Moner
- Young Entertainer Awards 2019 : Meilleure jeune actrice dans un long-métrage pour Isabela Moner

### Nominations
- Imagen Awards 2019 :
  - Meilleur film
  - Meilleur réalisateur pour Sean Anders
- Young Entertainer Awards 2019 : Meilleur jeune acteur dans un long métrage pour Gustavo Escobar
- Teen Choice Awards 2019 : 
  - Meilleure comédie
  - Meilleur acteur dans une comédie pour Mark Wahlberg